# Captain Tsubasa 3: The Kaiser's Challenge
Captain Tsubasa 3: The Kaiser's Challenge es un videojuego de fútbol perteneciente a la serie de juegos del Manga y Anime Capitán Tsubasa. Es la continuación del juego Captain Tsubasa Vol. II: Super Striker. Fue lanzado en 1992 por Tecmo este juego es similar a su precursor, pero con varias mejoras gráficas y un sistema de historia diferente al de sus 2 predecesores. Es el primero de tres juegos de Tsubasa con esta mecánica para la SNES.

## Argumento del Juego
Al igual que todos los videojuegos de Captain Tsubasa nos ofrece una realidad alterna o una continuidad con los hechos relacionados solo en los videojuegos, en esta versión del aparecen todos los personajes del anime y nuevos personajes que solo aparecen en el manga, la historia se desarrollara paralelamente con el devenir de los jugadores de la selección Japón en diversas ligas del mundo, por lo cual se puede manejar algunos jugadores no japoneses y que en los anteriores entregas fungieron de antagonistas.

### Equipos Manejables
- Sao Paulo: Tsubasa Ozora, Dotoru, Amaral (Defensas de Brasil), Babington y Gil (Argentina).
- Champ Elysses: Taro Misaki y Louis Napoleón.
- Mexico City: Kojiro Hyuga y Ken Wakashimazu.
- Yorkshire: Hikaru Matsuyama.
- Hamburgo: Genzo Wakabayashi.
- Japón: Tsubasa Ozora, Taro Misaki, Kojiro Hyuga, Ken Wakashimazu, Hikaru Matsuyama, Genzo Wakabayashi.

### I Parte: Partidos Alrededor del mundo
- Corinthians (Brasil): 2 figuras importantes, el MF. Riberio y el FW. Argentino Satrustegui. (Nivel 1)
- Monmartru (Francia): 1 figura importante, el MF. alemán Franz Schester con su jugada especial "Spiral Cut". (Nivel 3)
- Monterrey (México): 1 figura importante, el FW. alemán Theodor Kappellomann con su "Side Wind Shoot". (Nivel 8)
- Grêmio (Brasil): 2 figuras importantes, GK Claodio Meao y el FW. uruguayo Da Silva. (Nivel 10)
- Manchester United (Inglaterra): 1 figura importante, el MF. alemán Hermann Kaltz con su "Harinezumi Dribble". (Nivel 13)
- Bayern de Múnich (Alemania): 1 figura importante, el FW. alemán Karl Heinz Schneider con su "Fire Shoot". (Nivel 18)
- Flamengo: La final de la copa de Río. El FW. Carlos Santana con sus "Bunshin Dribble", sus "Overheadkick" y su "Mirage Shoot". Acompañados del MF. Santamaria con su "Banana shoot" y el DF. Jetorio con su "Drive shoot". (Nivel 21)

### II Parte: Preparando el equipo japonés
En la mitad del juego, donde el equipo japonés se empieza a formar, surgen nuevos rivales y vuelven otros conocidos de CT2, aparecerán y separaran varios integrantes del equipo japonés, en esta etapa los partidos son amistosos pero no se puede perder en ninguno. Inicialmente el capitán de equipo es el recién llegado Hikaru Matsuyama acompañado de Nitta y Misugi, durante el partido contra Francia regresa Taro Misaki, en el tercer juego aparecerán Kojiro Hyuga y el arquero Ken Wakashimazu, contra Uruguay se incorpora Tsubasa y durante las eliminatorias asiáticas Kojiro Hyuga se va para aprender un nuevo tiro.
- Países Bajos: Dos buenos jugadores, el FW. Isurasu Y DF. Libuta, además de un regular GK. (Nivel 21)
- Francia: Viene sin sus estrellas sólo están Bitto Bossi y el arquero Lendis Amoro. (Nivel 27)
- Estados Unidos: 1 figura Mihael, tiene una dribleada especial el Rose Dancer Dribble. (Nivel 29)
- Uruguay: 2 figuras importantes, Sobresalen los FW. Da Silva y el excelente Ramon Victorino. (Nivel 33)
- Bélgica: El primer gran arquero que aparece frente a la selección japonesa (en el juego) su nombre es Ramcane y tiene su Shadow Shield Catch. (Nivel 41)
- Corea del Sur: 2 figuras MF Kim y el FW Cha (parecido a Hyuga). (Nivel 37)
- China: Último juego antes del mundial juegan los gemelos Lee, su estilo es similar al de los Tachibana, además del arquero Lu. (Nivel 43)

### III Parte: El Universal Junior Cup
- Inglaterra: Destaca DF. Steve Robson y el FW. Lorimer. (Nivel 43)
- Estados Unidos: Mihael, ahora con su Rose Buster Shoot. (Nivel 44)
- Italia: GK. Gino Hernández imbatible y acompañado del FW. Rampion (En el segundo tiempo ingresa Hyuga y se facilita un poco). (Nivel 53)
- Argentina: Los octavos de final. Liderados por su MF. Juan Díaz y FW. Alan Pascal, MF. Babington, el FW. Satrustegui y DF. Galván. (Nivel 54)
- Francia: Los cuartos de final el mediocampista Elle Sid Pierre, y los delanteros Louis Napoleón, Bossi y el arquero Amoro. (Nivel 55)
- Brasil: Semifinal, grandes jugadores como Carlos Santana, Arthur Antines Coimbra, Toninho, Nei, Elzo Gertize, (Básicamente el mismo de la final de CT2). (Nivel 55)
- Alemania: Final. Toda una historia rodea esta final, antes del partido comentan sobre la tradición del fútbol para Alemania, Alemania tiene al Kaiser, Herman Kaltz, Franz Schester, Theodor Kappellomann, Deuter Muller, Manfred Margus y a Metza. En pleno partido cuando Schneider toque el balón se acordará de todos sus compañeros de equipo, cómo han sido vencidos en sus respectivos equipos (Kaltz, Schester y Kappellomann, etc.), y hará su nuevo disparo, el Neo Fire Shoot, con el que fácilmente anota a Genzo. Al finalizar el medio tiempo Tsubasa siente molestias en su pie, pero ingresara renovado al segundo tiempo. (Nivel 61)

### Juego de las estrellas
Como todos los juegos de Captain Tsubasa tiene la opción de jugar el partido de las estrellas, aquí se puede escoger a los mejores jugadores entre todos los que aparecen en el juego y a los del equipo japonés. Cada equipo consiste de 13 jugadores y 2 arqueros armando un equipo editado (pues no se puede escoger a ningún país ni club).